# عقد 1810
عقد 1810 هو عقد امتد بين 1 يناير 1810 و31 ديسمبر 1819 بحسب التقويم الميلادي. سبقه عقد 1800 ولحقه عقد 1820.

## أحداث
- معركة خكيكرة (1811)
- معركة خبورا (1811)
- معركة تيبكانو (1811)
- افتتاحية 1812 (1812)
- سقوط ينبع (1811)
- معركة وادي الصفراء (1812)
- ثورة مايو (1810)
- فيضان البيرة في لندن (1814)

## مواليد
- فرحان بن صفوق الجربا (1810)
- جيرمي سوليفان بلاك (1810)
- يوهان لودويغ كرابف (1810)
- فرديناندو الثاني ملك الصقليتين (1810)
- ليون الثالث عشر (1810)
- وليام غرفث (1810)
- جورج روبرت ووترهاوس (1810)
- أرنولد فورستر (1810)
- ستيفانوس شويمان (1810)

## وفيات
- هنري كافنديش (1810)
- يوهان فيلهلم ريتر (1810)
- جاك أندريه نيجون (1810)
- وليام واشنطن (1810)
- تشارلز بروكدين براون (1810)
- بنيامين لينكون (1810)

## كتب
- Yves Denis Papin (1998). Chronologie de l'histoire ancienne. Lieu de publication non identifié: Éditions Jean-paul Gisserot. ISBN:2-87747-346-5. OCLC:40746926. مؤرشف من الأصل في 2022-03-16.
- موسوعة حضارة العالم (2002) لأحمد محمد عوف.

## روابط خارجية
- تصفح سنة بسنة عقد 1810 على موقع onthisday.com
- تصفح سنة بسنة عقد 1810 ابتداءً من سنة عقد 1810 على موقع المكتبة الوطنية الفرنسية